# Sadeh
Sadeh, o Sadhe, (sȝdh) va ser una reina egípcia de l'XI Dinastia. Era una esposa de rang baix del faraó Mentuhotep II.
La seva tomba (la DBXI.9) i una petita capella decorada es van trobar al complex del temple Deir el-Bahari del seu marit, darrere de l'edifici principal, juntament amb les tombes d'unes altres cinc dames, Aixaiet, Henhenet, Kemsit, Kauit i Maiet. Ella i tres de les dones portaven títols de reina, i la majoria portaven el càrrec de sacerdotessa de Hathor, de manera que és possible que hi fossin enterrades com a part del culte de la deessa, tot i que també és possible que fossin les filles dels nobles que el rei volia vigilar.

## Títols
Els seus títols coneguts eren els següents:
- Esposa estimada del Rei (ḥmt-nỉswt mrỉỉ.t = f).
- Ornament Únic del Rei (ẖkr.t-nỉswt wˁtỉ.t).
- Sacerdotessa de Hathor (ḥm.t- nṯr ḥwt-ḥrw).